# 市ノ坪駅
市ノ坪駅（いちのつぼえき）は、岐阜県岐阜市市ノ坪町1丁目にあった名古屋鉄道田神線の駅である。
田神線および美濃町線の全廃に伴い、2005年4月1日をもって廃駅となった。現在、駅跡地にはパチンコのZENT市ノ坪店が建っている。
当駅を始発とする列車も存在した。

## 歴史
1970年の田神線の開通に伴って開業した。開業に先立つ1967年には、名鉄の岐阜工場が長住町から当駅の隣に移転しており、田神線はこの岐阜工場への引き込み線としてこの時から既に使用されていた。

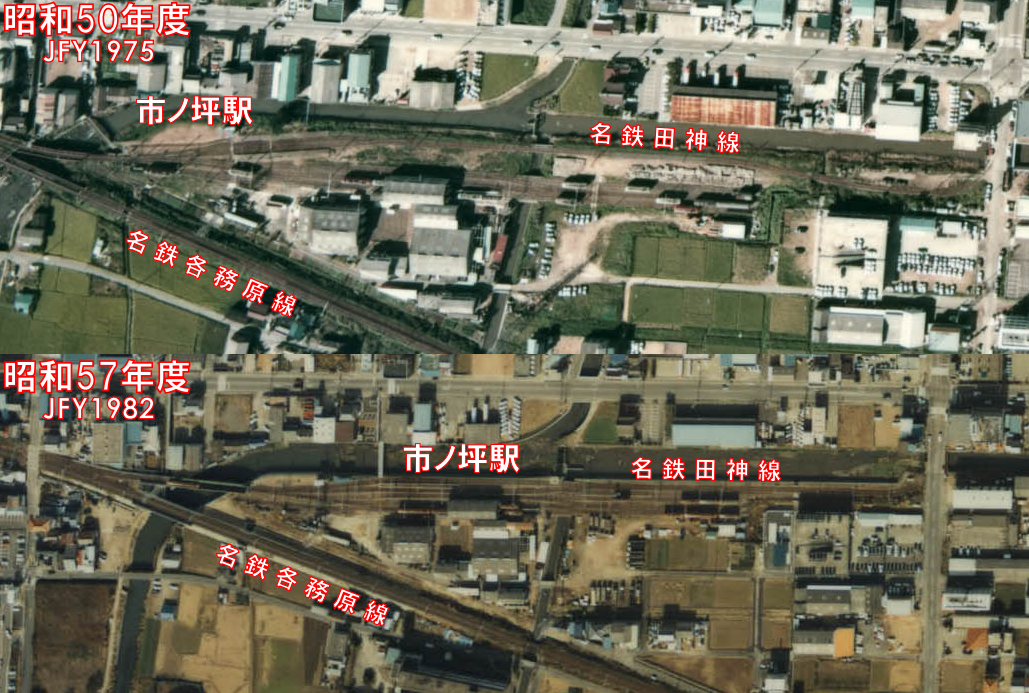
上段が1975年度、下段が1982年度の市ノ坪駅。 この間に荒田川の河川改修が実施され、その影響で市ノ坪駅も移設されている。 帰属：国土交通省「国土画像情報（カラー空中写真）」 配布元：国土地理院地図・空中写真閲覧サービス

### 年表
- 1970年（昭和45年）6月25日 - 田神線の競輪場前駅 - 田神駅間の開通に合わせて開業[1][3]。
- 1979年（昭和54年）3月27日 - 荒田川の改修に伴い移設[4]。相対式2面2線から島式1面2線に変更。
- 2005年（平成17年）4月1日 - 田神線の廃止に伴い、廃駅[3]。

## 駅構造

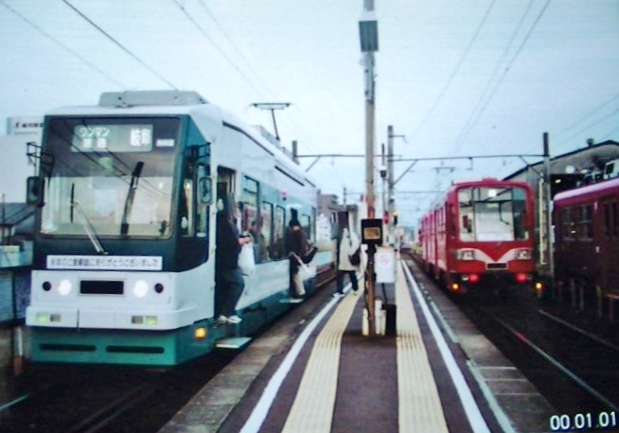
ホーム（2005年)

- 開業当時は相対式2面2線だったが、荒田川改修による移転後は島式1面2線に変更された[5]。
- 駅に隣接し、名鉄600V線区車両の検査、整備を行っている岐阜工場があった。

### 配線図
| ← 新岐阜方面 | 市ノ坪駅 構内配線略図 | → 日野橋・ 新関方面 |
| 凡例 出典:   |                       |                     |

## 駅周辺
- 岐阜市民総合体育館
- 岐阜曙郵便局
- 岐阜市立梅林中学校

## 隣の駅
名古屋鉄道
田神線
競輪場前駅 - 市ノ坪駅 - 田神駅